# Uniportador

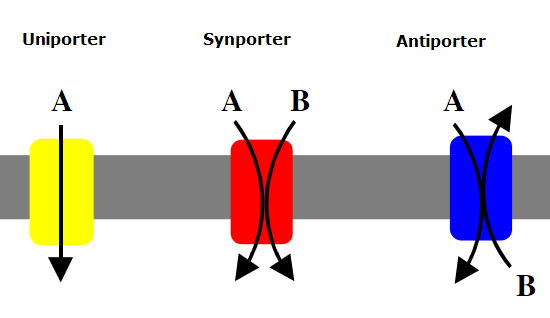
Comparación de proteínas de transporte

Un uniportador es  un proceso de transporte activo. Los uniportadores incluyen tanto transportadores como canales iónicos, y se denominan transportadores facilitados, lo que sugiere un movimiento a favor de un gradiente de concentración o electroquímico.
Las proteínas transportadoras uniportadoras funcionan uniéndose a una molécula de sustrato a la vez. Los canales uniportadores se abren en respuesta a un estímulo y permiten el flujo libre de moléculas específicas.
Existen varias formas de regular la apertura de canales uniportadores:
- Voltaje: regulado por la diferencia de voltaje a través de la membrana.
- Estrés: regulado por la presión física sobre el transportador (como en la cóclea del oído).
- Ligando⁣: regulado por la unión de un ligando al lado intracelular o extracelular de la célula.

Los uniportadores se encuentran en las mitocondrias y las neuronas. El uniportador en la mitocondria es responsable de la absorción de calcio. Los canales de calcio se utilizan para la señalización celular y el desencadenamiento de la apoptosis. El uniportador de calcio transporta calcio a través de la membrana mitocondrial interna y se activa cuando el calcio supera cierta concentración. Los canales de potasio dependientes de voltaje también son uniportadores que se pueden encontrar en las neuronas y son esenciales para los potenciales de acción. Este canal es activado por un gradiente de voltaje creado por bombas de sodio-potasio. Cuando la membrana alcanza un cierto voltaje, los canales se abren, lo que despolariza la membrana, lo que hace que el potencial de acción se envíe por la membrana.